# Peravurani
Peravurani (Tamil: பேராவூரணி Pērāvūraṇi [ˈpeːraːʋuːrəɳi]) ist eine Stadt im indischen Bundesstaat Tamil Nadu. Die Einwohnerzahl beträgt rund 22.000 (Volkszählung 2011).
Peravurani liegt im Hinterland der Küste der Palkbucht im Süden des Distrikts Thanjavur. Die Distrikthauptstadt Thanjavur liegt 70 Kilometer nördlich. Die Entfernung nach Chennai (Madras), der Hauptstadt Tamil Nadus, beträgt 440 Kilometer. Peravurani ist Hauptort des Taluks Peravurani.
83 Prozent der Einwohner Peravuranis sind Hindus, 10 Prozent sind Muslime und 7 Prozent Christen. Die Hauptsprache ist, wie in ganz Tamil Nadu, Tamil, das von beinahe 100 Prozent der Bevölkerung als Muttersprache gesprochen wird.